# KSK Vigri Tallinn
KSK Vigri Tallinn ist ein ehemaliger estnischer Fußballverein aus der Stadt Tallinn. Der Verein wurde im Jahr 2000 aufgelöst.

## Geschichte
Zu Beginn der Saison 1993/94 wurde der Verein in Tevalte Tallinn umbenannt. In seiner ersten Saison unter dem neuen Namen hatte sich der Club beinahe die Meisterschaft gesichert, doch der Estnische Fußballverband verbannte den Verein aufgrund von Vorwürfen der Spielmanipulation. Die Meisterschaft wurde dann in einem Playoff-Spiel zwischen Norma und Flora entschieden. Aus Protest gegen die Verbannung von Tevalte ließ Norma ihre zweite Mannschaft auflaufen und verlor das Spiel mit 2:5. Die Vorwürfe der Spielmanipulation konnten nie bewiesen werden, so wurde der Tevalte durch die Entscheidung der FIFA für die Saison 1995/96 wieder zugelassen.
Anschließend wurde der Verein von AS Marlekor, einer Firma, die Tallinns Möbeln- und Holzfurnierwerk gekauft und privatisiert hatte, gekauft und umbenannt in Tevalte-Marlekor, Tevalte wurde ein Jahr später vom Vereinsnamen entfernt.
Zu der Saison 1995/96 startete der Verein mit dem Namen KSK Vigri Tallinn in der III liiga, der fünften Liga. Dem Verein gelang mit zwei aufeinander folgenden Aufstiegen ein beeindruckendes Comeback, 1998 wären sie beinahe in die Meistriliiga aufgestiegen, verloren in den Play-offs allerdings gegen JK Eesti Põlevkivi Jõhvi insgesamt mit 0:2.
Im Jahr 2000 wurde der Verein nochmals gekauft, die neuen Eigentümer veranlassten, dass der Klub nach Maardu umzog, der Vereinsname wurde auf MK Maardu abgeändert.

### Namenshistorie
- Vigri Tallinn (1980 -198?)
- Vigri-Marat Tallinn (198? – 1991)
- Vigri Tallinn (1991–1993)
- Tevalte Tallinn (1993–1995)
- Vigri Tallinn (1996–1999)

## Tabellenplatzierungen
| Saison                                        | Liga         | Tabellenplatz | Spiele | G  | U  | V  | Torverhältnis | Punkte |
| --------------------------------------------- | ------------ | ------------- | ------ | -- | -- | -- | ------------- | ------ |
| 1992                                          | Meistriliiga | 3.            | 6      | 4  | 0  | 2  | 16:14         | 8      |
|                                               | (Turnier)    | 5.            | 7      | 3  | 0  | 4  | 9:16          | 6      |
| 1992/93                                       | Meistriliiga | 5.            | 22     | 10 | 7  | 5  | 61:33         | 27     |
| 1993/94                                       | Meistriliiga | --            | 22     | 15 | 4  | 3  | 70:9          | 34     |
| 1994/95                                       | Meistriliiga |               |        |    |    |    |               |        |
| 1995/96                                       | Meistriliiga |               |        |    |    |    |               |        |
| 1996/97                                       | Meistriliiga |               |        |    |    |    |               |        |
| 1997/98                                       | Meistriliiga |               |        |    |    |    |               |        |
| 1998                                          | Esiliiga     |               |        |    |    |    |               |        |
| 1999                                          | Meistriliiga |               |        |    |    |    |               |        |
| 2000                                          | Meistriliiga |               |        |    |    |    |               |        |
| Gesamt1                                       | Meistriliiga |               | 57     | 32 | 11 | 14 | 156:72        | 107    |
| G - Gewonnen; U - Unentschieden; V - Verloren |              |               |        |    |    |    |               |        |

## Bekannte Spieler
- Andrei Krõlov
- Maksim Gruznov
- Artur Kotenko